# Rogério Pipi
Rogério Lantres de Carvalho (Lisboa, 7 de dezembro de 1922 — Lisboa, 8 de dezembro de 2019), mais conhecido como Rogério Pipi, foi um futebolista português que jogava como atacante e/ou Ponta-Direita. É considerado o maior nome do Benfica até o surgimento de Eusébio.
Ao longo de 14 temporadas, acumulou 245 jogos na Primeira Liga e 132 gols, a maioria deles pelo Benfica. Fez 15 jogos pela seleção nacional de Portugal, marcando 2 gols.
No futebol brasileiro, teve uma breve passagem pelo Botafogo (8 jogos e nenhum gol).

## Estatísticas
Jogos pelo Botafogo
| # | Data       | Partida                      | Campeonato                 |
| - | ---------- | ---------------------------- | -------------------------- |
| 1 | 20/07/1947 | Botafogo 1 x 2 Atlético (MG) | Amistoso                   |
| 2 | 23/07/1947 | Botafogo 3 x 2 Atlético (MG) | Amistoso                   |
| 3 | 16/08/1947 | Botafogo 1 x 0 Olaria        | Campeonato Carioca de 1947 |
| 4 | 30/08/1947 | Botafogo 4 x 0 Canto do Rio  | Campeonato Carioca de 1947 |
| 5 | 20/07/1947 | Botafogo 3 x 3 Atlético (MG) | Amistoso                   |
| 6 | 12/10/1947 | Botafogo 3 x 2 América       | Campeonato Carioca de 1947 |
| 7 | 19/10/1947 | Botafogo 2 x 0 Bangu         | Campeonato Carioca de 1947 |
| 8 | 16/11/1947 | Botafogo 1 x 0 Canto do Rio  | Campeonato Carioca de 1947 |

## Conquistas

### por Clubes
Benfica
- Primeira Liga (3): 1942–43, 1944–45, 1949–50
- Taça de Portugal (6): 1942–43, 1943–44, 1948–49, 1950–51, 1951–52, 1952–53
- Copa Latina (1): 1949–50

#### Campanhas de Destaque
Botafogo
- Vice-campeão do Campeonato Carioca de 1947

### Individuais
- Artilharias:
  - Taça de Portugal (2): 1950–51, 1951–52

- Recordes
  - Maior artilheiro de finais da Taça de Portugal com 15 gols.[3]